# Mojżesz (Mahany)
Mojżesz (gr. Μητροπολίτης Μωυσῆς, imię świeckie Moses John Joseph Mahany) (ur. 1955 w San Jose) – amerykański biskup Cerkwi Prawdziwych Prawosławnych Chrześcijan Hellady, od 2012 metropolita Toronto.

## Życiorys
Pochodzi z rodziny katolickiej. W 1975 przeszedł na prawosławie w jurysdykcji Rosyjskiego Kościoła Prawosławnego poza granicami Rosji, tam też w 1978 stał się mnichem. W 1992 otrzymał święcenia diakonatu, a w 1996 prezbiteratu. 7 października tego samego roku otrzymał chirotonię biskupią. Od 2001 był metropolitą Seattle, a od 2007 Portlandu. W 2011 wstąpił do Cerkwi Prawdziwych Prawosławnych Chrześcijan Hellady, a 15 listopada 2012 został wybrany na metropolitę Toronto.